# Асгер Йорн
Асгер Йорн, роден като Асгерн Олуф Йоргенсен (на датски: Asger Oluf Jørgensen) на 3 март 1914 г. във Верюм, регион Централен Ютланд и починал на 1 май 1973 г. в Орхус, е датски художник. Участва в основаването на художественото движение CoBrA, а по-късно се разграничава от него. Заедно с Ги Дебор става една от ключовите фигури на Ситуационисткия Интернационал през първите години на неговото съществуване.
Най-голямата колекция негови творби се съхранява в кръстен на него музей в датския град Силкеборг.

## Живот
Няколко години след смъртта на баща му семейството му се мести в Силкеборг, където през 1930 г. Йорн е приет в колеж. По време на следването си – през 1933 г. – участва в първите изложения на Свободните художници на Ютланд в градската библиотека. Същата година завършва и първите си керамични произведения. След като приключва обучението си за учител, се мести в Париж през 1936 г., за да се присъедини към академията на Фернан Леже. По време на германската окупация на родината му Йорн е активен участник в съпротивата и участва в артистическата група Хьост. 
След Втората световна война Комунистическата партия в Дания започва опити да контролира изказванията на своите членове, поради което Йорн напуска партията. Една от причините почти цялото негово творчество да се намира в европейски колекции е, че Йорн отказва да стъпи в САЩ поради нежеланието му да подпише декларация, че не е комунист, което се е изисквало. 
През 1939 г. се жени за Кирстен Лингборг, а през 1945 г. сменя фамилното си име от Йоргенсен на Йорн. Между 1946 и 1948 г. пътува активно и посещава Лапландия в Швеция, Холандия и остров Джерба в Тунис.
През 1951 г. се жени повторно за Матие фан Домселер. Йорн е основател на Движението за имагинистичен Баухаус (на френски: Mouvement pour un Bauhaus Imaginiste).
След като прекарва почти година и половина в санаториум, през 1952 г. се мести в Швейцария. От 1955 г. се установява в Париж и в Албисола Марина, близо до Генуа.
През 1957 г., когато от сливането на няколко авантгардистки организации възниква Ситуационисткият Интернационал, Асгер Йорн е ключова фигура в него. Четири години по-късно той се дистанцира от движението, като се отдава на собствените си проекти и идеи.

## Творчество
Художественото му творчество варира между фигуративното и абстрактното изкуство. Тематично се придържа към северните саги и митове. Известни са преправките му на стари картини, които купува по битпазари. Ранното му изкуство е повлияно от Льо Корбюзие, а в по-късен период техниката му на рисуване става по-динамична.
Освен рисуването, с което придобива известност, разработва теории за изкуството, включващи политически и икономически елементи.